# 日韓台櫻花三角戀
《日韓台櫻花三角戀》（英語：Sakura Blooming in Jakontai）是項明生首次擔綱台前幕後的旅遊節目，全節目共5集，嘉賓包括陶傑、王迪詩和林澄光。節目以櫻花為主題，至日本、韓國和台灣三地進行拍攝；節目播出後亦於myTV重播，於旅遊節目排行榜排名三甲位置。

## 每集內容
| 集數 | 播映日期 | 外景地 | 主題 |
| 01   | 6月18日  | 日本   | 烏帽子公園、武家屋敷：青柳家、武家道具館、山形森林 |
| 02   | 6月25日  | 日本   | 山居倉庫、繩文公園、象潟西施石像、新潟清酒PONSHU館、銀山温泉、最上川                                                                                         |
| 03   | 7月2日   | 日本   | 青森弘前櫻花、弘前公園、相馬樓、竿燈節、睡魔祭男鹿真山傳承館、太鼓達人、西目町、片栗花、水芭蕉、大潟村                                                       |
| 04   | 7月9日   | 韓國   | 釜山三十里櫻花慶典、鎮海、慶和火車站、Romance櫻花橋、慶州、皇南館、大陵苑、瑤石宮、甘川文化村、盲鰻一條街、骨窟寺                                            |
| 05   | 7月16日  | 台灣   | 淡水天元宮、九族文化村、排灣族石屋、三芝鄉農會：二號倉庫、三芝櫻花民宿：小白屋、忘憂森林、大雅小麥田、共榮社區、農夫學堂、法鼓山、桃米生態村、埔里、遊山茶訪 |

## 外部連結
- 無綫電視節目網頁 - 日韓台櫻花三角戀 （页面存档备份，存于）